# 古惑仔激情篇洪興大飛哥
《古惑仔激情篇洪興大飛哥》依據香港漫畫家牛佬所繪製的漫畫《古惑仔》為基礎，再進行改編的幫派電影；於1999年在香港上映，並被列為系列作「人物外傳」（只用古惑仔電影本傳中的社團人物所延伸的故事）之一。 本片是古惑仔外传

## 劇情簡介
善仔（林子善 飾）和其玩伴們是東星皇帝（黎駿 飾）的手下，平日在舞廳玩樂，抑不知天高地厚。某日，大飛（黃秋生 飾）為了無牙佬的女兒——阿May（劉鈞儀 飾），約了皇帝及其老大大咪出來談判，但皇帝保證自己會對阿May忠誠，因此不了了之；同行的善仔和玩伴們，卻對大飛跋扈的態度反感，在幾日後便到大飛經營的三溫暖店鬧場。然而，作弄人的是——大飛被瀕臨死亡的前女友劉佳玲（趙麗貽 飾）告知善仔是其兒子！雙方皆無法接受這樣的事實，琪姐（麥家琪 飾）則在兩人中充當潤滑劑。
東星大咪與潮州幫金爺有了一筆白粉交易，而皇帝則命令善仔等人執行運貨的危險工作；豈知皇帝居然自導自演，將貨竊走並栽贓於大咪，使之被潮州幫誤殺，並利用善仔與大飛的父子關係，逼迫大飛獨自前來送死；幸得阿May大義滅親，拿出真相錄音帶，使全劇圓滿落幕。

## 人物角色
| 角色名稱 | 演員   | 粵語配音 | 備註                                   |
| -------- | ------ | -------- | -------------------------------------- |
| 大飛     | 黃秋生 | 黃秋生   | 洪興社堂主，北角堂主，善仔的父親       |
| 琪姐     | 麥家琪 | 陸惠玲   | 大飛的妻子                             |
| 皇帝     | 黎駿   | 黎駿     | 阿King，東興大咪的手下                 |
| 善仔     | 林子善 | 林子善   | 皇帝的手下之一，抑是大飛與劉佳玲的兒子 |
| 劉佳玲   | 趙麗貽 |          | 大飛的前女友，善仔的母親               |
| 阿May    | 劉鈞儀 |          | 皇帝的女友，沒牙佬的女兒               |
| 忠仔     | 梁焯滿 | 梁焯滿   | 善仔的玩伴之一                         |
| 阿細     | 陳南榮 | 葉振聲   | 善仔的玩伴之一                         |
|          | 翟佩雲 |          | 善仔的玩伴之一                         |
|          | 徐玲玲 |          | 善仔的玩伴之一（兼女友）               |
| 阿寶     | 劉寶賢 | 劉寶賢   | 大飛的手下，管理三溫暖                 |
| 大咪     | 周樹基 | 陳旭明   | 皇帝的老大，參與白粉交易               |
| 金爺     | 金爺   | 陳旭明   | 潮州幫的老大，白粉交易的賣方           |
| 陈耀     | 李道瑜 | 羅偉傑   | 洪興社幹部                             |
| 基哥     | 李兆基 | 陳偉權   | 洪興社堂主，西環堂主                   |
| 七叔     | 周樸夫 |          | 東興社長老                             |

## 軼事
劇中演大飛哥的演員黃秋生，現實中亦有私生子

## 外部連結
- 開眼電影網上《古惑仔激情篇洪興大飛哥》的資料（繁體中文）
- 香港影庫上《古惑仔激情篇洪興大飛哥》的資料（繁體中文）
- 豆瓣电影上《古惑仔激情篇洪興大飛哥》的資料 （简体中文）
- 时光网上《古惑仔激情篇洪興大飛哥》的資料（简体中文）
- 爛番茄上《古惑仔激情篇洪興大飛哥》的資料（英文）
- AllMovie上《古惑仔激情篇洪興大飛哥》的资料（英文）
- 互联网电影数据库（IMDb）上《古惑仔激情篇洪興大飛哥》的资料（英文）